# 2023年亚洲场地自行车锦标赛
2023年亚洲场地自行车锦标赛是第42届亚洲场地自行车锦标赛，于2023年6月14日至19日在位于马来西亚汝来的马来西亚国家自行车馆进行。日本队在该届比赛表现强势，以14枚金牌、7枚银牌和6枚铜牌的成绩位列精英组奖牌榜榜首。

## 奖牌得主

### 男子
| 项目        | 金牌                                                               | 银牌                                          | 铜牌                                                                                  |
| 个人竞速赛  | 阿茲祖哈斯尼阿旺 · 马来西亚（MAS）                                 | 太田海也 · 日本（JPN）                        | 山崎贤人 · 日本（JPN）                                                                |
| 1公里计时赛 | 穆罕默德·法迪勒·穆赫德·佐尼斯 · 马来西亚（MAS）                    | Ronaldo Laitonjam · 印度（IND）               | Choi Woo-rim · 韩国（KOR）                                                            |
| 竞轮赛      | 阿茲祖哈斯尼阿旺 · 马来西亚（MAS）                                 | 中野慎词 · 日本（JPN）                        | 莫哈末·沙費道斯·沙隆 · 马来西亚（MAS）                                                |
| 个人追逐赛  | 洼木一茂 · 日本（JPN）                                             | 松田祥位 · 日本（JPN）                        | 张海奥 · 中国（CHN）                                                                  |
| 记分赛      | 兒島直樹 · 日本（JPN）                                             | 張誌盛 · 中華臺北（TPE）                      | 繆正賢 · 中國香港（HKG）                                                              |
| 捕捉赛      | Mohammad Ganjkhanloo · 伊朗（IRI）                                 | 今村骏介 · 日本（JPN）                        | Ruslan Yelyubayev · 哈萨克斯坦（KAZ）                                                 |
| 淘汰赛      | 桥本英也 · 日本（JPN）                                             | Ramis Dinmukhametov · 哈萨克斯坦（KAZ）       | 梁峻榮 · 中國香港（HKG）                                                              |
| 全能赛      | 桥本英也 · 日本（JPN）                                             | 阿尔乔姆·扎哈罗夫 · 哈萨克斯坦（KAZ）         | 朴相訓 · 韩国（KOR）                                                                  |
| 麦迪逊赛    | 日本（JPN） · 洼木一茂 · 今村骏介                                  | 中國香港（HKG） · 梁嘉儒 · 梁峻榮             | 印度尼西亞（INA） · Bernard Van Aert · Terry Yudha Kusuma                             |
| 团体竞速赛  | 日本（JPN） · 太田海也 · 小原佑太 · 长迫吉拓                       | 中國（CHN） · 郭帅 · 周瑜 · 薛晨曦            | 马来西亚（MAS） · 穆罕默德·法迪勒·穆赫德·佐尼斯 · Ridwan Sahrom · Umar Hasbullah      |
| 团体追逐赛  | 日本（JPN） · 桥本英也 · 兒島直樹 · 今村骏介 · 洼木一茂 · 松田祥位 | 中國（CHN） · 杨阳 · 孙文涛 · 张海奥 · 孙海蛟 | （KAZ） · 阿尔乔姆·扎哈罗夫 · Dmitriy Noskov · Alisher Zhumakan · Ramis Dinmukhametov |

### 女子
| 项目          | 金牌                                                    | 银牌                                                    | 铜牌                                                                    |
| 个人竞速赛    | 太田梨由 · 日本（JPN）                                  | 佐藤水菜 · 日本（JPN）                                  | 梅川风子 · 日本（JPN）                                                  |
| 500公尺计时赛 | 蒋雨露 · 中国（CHN）                                    | Nurul Izzah Asri · 马来西亚（MAS）                      | 酒井亚树 · 日本（JPN）                                                  |
| 竞轮赛        | 佐藤水菜 · 日本（JPN）                                  | 梅川风子 · 日本（JPN）                                  | 太田梨由 · 日本（JPN）                                                  |
| 个人追逐赛    | 魏苏婉 · 中国（CHN）                                    | 李珠美 · 韩国（KOR）                                    | 垣田真穗 · 日本（JPN）                                                  |
| 记分赛        | 刘佳丽 · 中国（CHN）                                    | 奥莉加·扎别林斯卡娅 · 乌兹别克斯坦（UZB）               | 池田瑞纪 · 日本（JPN）                                                  |
| 捕捉赛        | 梶原悠未 · 日本（JPN）                                  | 刘佳丽 · 中国（CHN）                                    | 李思穎 · 中國香港（HKG）                                                |
| 淘汰赛        | 内野艳和 · 日本（JPN）                                  | 楊倩玉 · 中國香港（HKG）                                | 黃亭茵 · 中華臺北（TPE）                                                |
| 全能赛        | 梶原悠未 · 日本（JPN）                                  | 李思穎 · 中國香港（HKG）                                | 黃亭茵 · 中華臺北（TPE）                                                |
| 麦迪逊赛      | 日本（JPN） · 梶原悠未 · 内野艳和                       | （KOR） · 李珠美 · 罗雅凛                               | （UZB） · 奥莉加·扎别林斯卡娅 · Nafosat Kozieva                         |
| 团体竞速赛    | 中國（CHN） · 郭裕芳 · 鲍珊菊 · 苑丽颖                  | 日本（JPN） · 酒井亚树 · 太田梨由 · 佐藤水菜 · 梅川风子 | （KOR） · Hwang Hyeon-seo · 李惠珍 · Cho Sun-young                      |
| 团体追逐赛    | 日本（JPN） · 梶原悠未 · 池田瑞纪 · 垣田真穗 · 内野艳和 | 中國（CHN） · 王素素 · 张虹洁 · 魏苏婉 · 王晓月         | （KOR） · Shin Ji-eun · 李珠美 · 罗雅凛 · Lee Eun-hee · Kang Hyun-kyung |

## 奖牌榜
*   主办国家/地区（马来西亚）
| 排名                      | 国家 / 地区               | 金牌 | 銀牌 | 銅牌 | 总计 |
| ------------------------- | ------------------------- | ---- | ---- | ---- | ---- |
| 1                         | 日本                      | 14   | 7    | 6    | 27   |
| 2                         | 中國                      | 4    | 4    | 1    | 9    |
| 3                         | 马来西亚*                 | 3    | 1    | 2    | 6    |
| 4                         | 伊朗                      | 1    | 0    | 0    | 1    |
| 5                         | 香港                      | 0    | 3    | 3    | 6    |
| 6                         |                           | 0    | 2    | 4    | 6    |
| 7                         |                           | 0    | 2    | 2    | 4    |
| 8                         | 中華臺北                  | 0    | 1    | 2    | 3    |
| 9                         |                           | 0    | 1    | 1    | 2    |
| 10                        | 印度                      | 0    | 1    | 0    | 1    |
| 11                        | 印度尼西亞                | 0    | 0    | 1    | 1    |
| 总计（共11个国家 / 地区） | 总计（共11个国家 / 地区） | 22   | 22   | 22   | 66   |